# Martin Wiesner
Martin Wiesner (* 25. Dezember 1958 in Schöllbronn, Schwarzwald) ist ein ehemaliger deutscher Fußballspieler, der zwischen 1980 und 1983 80 Bundesligaspiele (7 Tore) für den Karlsruher SC bestritten hat. In der 2. Liga war der Mittelfeldspieler für den KSC, die Stuttgarter Kickers und TeBe Berlin aktiv und kam auf insgesamt 187 Zweitligaeinsätze (16 Tore). 1981 wurde er zu zwei Spielen in die B-Nationalmannschaft berufen. Seit seinem verhältnismäßig frühen Karriereende als Fußballspieler ist er in der Schweiz als Spielerberater tätig.

## Karlsruher SC (bis 1983)
Der aus dem Ettlinger Stadtteil Schöllbronn unweit von Karlsruhe stammende Martin Wiesner durchlief bereits die letzten drei Jugendjahre beim Karlsruher SC – verbesserte sich durch die Schulung von Verbandstrainer Pál Csernai in der Nordbadischen Auswahl und kam im März 1977 zu einem Einsatz in der Jugendnationalmannschaft – und wechselte gemeinsam mit Michael Harforth zur Zweitligasaison 1977/78 in den Profikader der Badener, die gerade aus der Bundesliga abgestiegen waren. Der neue Trainer Bernd Hoss verstärkte den durch einige Abgänge geschwächten Kader neben den beiden Nachwuchstalenten aus der eigenen A-Jugend um Edmund Becker von den KSC-Amateuren sowie Emanuel Günther (Wormatia Worms) und Hermann Kohlenbrenner (FK Pirmasens); im Dezember stieß zudem Rolf Dohmen von Fortuna Köln hinzu. Die Neuzugänge erwiesen sich allesamt als gute Ergänzung für den verbliebenen Spielerstamm um Torhüter Rudi Wimmer, Libero Karl-Heinz Struth und Spielmacher Wilfried Trenkel. Vor allem Emanuel Günther sorgte mit seinen Toren dafür, dass die Wildpark-Elf nach zehn Spieltagen die Tabelle anführte und damit auf Wiederaufstiegs-Kurs lag. Zu diesem Zeitpunkt – Wiesner hatte unter Hoss noch keinen Einsatz gehabt – kam völlig überraschend ein Trainerwechsel: Bernd Hoss wurde mit der Begründung entlassen, die Mannschaft spiele nicht attraktiv genug. Als neuer Trainer wurde Rolf Schafstall engagiert, was sich als Fehlbesetzung herausstellen sollte, denn die Mannschaft reagierte nicht nur mit Unverständnis auf diese Entscheidung, sondern konnte unter Schafstall nicht an den gelungenen Saisonauftakt anknüpfen und landete am Saisonende auf einem enttäuschenden 7. Platz.
Der junge Martin Wiesner kam in seinem ersten Profijahr kaum über die Reservistenrolle hinaus. Er hatte erst am 26. November 1977 beim Auswärtsspiel in Homburg (0:3) debütiert und kam insgesamt auf nur sieben Einsätze. Bereits in seiner zweiten Spielzeit, der Saison 1978/79 war Wiesner unter dem neuen Trainer Manfred Krafft aber bereits Stammspieler. Gemeinsam mit Wilfried Trenkel sowie Neuzugang Gerd Bold bildete er das Mittelfeld des KSC, bestritt alle 38 Spiele des KSC in der 2. Bundesliga Süd und erzielte am dritten Spieltag gegen Hanau 93 seinen ersten Treffer, dem noch vier weitere folgten. Ähnlich wie im Vorjahr knickten die Karlsruher aber auch in diesem Jahr nach verheißungsvollem Auftakt in der Rückrunde ein und verpassten mit Platz 5 den Aufstieg abermals deutlich. Mit einem nahezu unveränderten Kader gelang den Karlsruhern 1979/80 schließlich die Rückkehr in die Bundesliga, wenn auch erst über den Umweg über die Aufstiegsspiele gegen Nord-Zweiten Rot-Weiss Essen. Wiesner hatte erneut sämtliche Spiele bestritten und war sieben Mal als Torschütze erfolgreich gewesen.
Zum Auftakt der Bundesligaspielzeit 1980/81 hatte der Karlsruher SC den Deutschen Meister Bayern München zu Gast. Wiesners erstes Spiel in der Bundesliga ging am 16. August 1980 vor 47.000 Zuschauern im heimischen Wildpark mit 0:3 verloren. Der KSC hatte sich auch in diesem Jahr personell kaum verstärken können und ging als Abstiegskandidat Nummer 1 in die Saison. Doch die „Elf der Namenlosen“ – eine ganze Reihe von Spielern hatten zuvor noch nie Bundesligaluft geschnuppert – akklimatisierte sich nach anfänglichen Schwierigkeiten bald im deutschen Fußballoberhaus, sorgte insbesondere in der Rückrunde für einige Überraschungen und schloss die Runde nach einem 7:2-Kantersieg über 1860 München auf einem kaum für möglich gehaltenen 10. Tabellenplatz ab. Von den 56 Toren – zu diesem Zeitpunkt Vereinsrekord in der Bundesliga – hatte Wiesner vier erzielt. Die Leistungen des KSC-Eigengewächs waren auch dem DFB aufgefallen und der lauffreudige Mittelfeldakteur mit Perspektive wurde am 28. April und 21. Mai 1981 in zwei Spielen in der B-Nationalmannschaft eingesetzt.
Im zweiten Bundesligajahr 1981/82 wurde es deutlich enger für den KSC. Mit der Stammelf des Vorjahres konnte man sich nur kurzzeitig aus der Abstiegszone befreien und lieferte sich mit Nürnberg, Düsseldorf, Leverkusen und Darmstadt einen harten Kampf gegen den Abstieg. Manfred Krafft war noch in der Vorrunde durch „Startrainer“ Max Merkel ersetzt worden. Unter ihm gelang zwar ein sensationeller 4:1-Heimerfolg gegen die Bayern, ansonsten verlief aber auch die Rückrunde eher durchwachsen, die Badener konnten am Saisonende die Klasse aber halten.
Die Runde 1982/83 war schließlich die vorerst letzte Bundesligasaison für den KSC. Mit dem neuen Trainer Horst Franz waren mit Erhard Hofeditz (1. FC Kaiserslautern), Max Hagmayr (VOEST Linz) und Helmut Zahn vom Absteiger Darmstadt 98 zwar im Vergleich zu den Vorjahren relativ prominente Neuzugänge an den Wildpark gewechselt, doch die erwiesen sich nicht als die erhofften Verstärkungen. Nach zwei Siegen zum Auftakt standen die Karlsruher zwar kurzzeitig an der Tabellenspitze, am dritten und vierten Spieltag setzte es aber jeweils ein 0:4 gegen Bayern München und den Hamburger SV, und der KSC rutschte in der Folge kontinuierlich in den Tabellenkeller. Auch ein Trainerwechsel im Februar konnte den dritten Abstieg des Karlsruher SC in die – inzwischen eingleisige – 2. Bundesliga nicht verhindern.
Martin Wiesner hatte nach einem Bandscheibenvorfall lange pausieren müssen und kam erst in der Rückrunde zum Einsatz. Das Heimspiel am 34. Spieltag gegen Arminia Bielefeld (1:1) am 4. Juni 1983 war sein 80. und letztes Bundesligaspiel – und auch das letzte für den Karlsruher SC. Insgesamt hat Martin Wiesner in seinen sechs Profijahren in Karlsruhe 163 Spiele für den KSC bestritten und 18 Tore erzielt.

## Stuttgarter Kickers (1983 bis 1985)
Nach dem Abstieg des KSC hatte Wiesner die Option, mit seinem Stammverein einen neuen Vertrag abzuschließen, es lag ihm aber auch ein Angebot des Zweitligakonkurrenten Stuttgarter Kickers vor. Er entschloss sich schließlich für einen Wechsel nach Stuttgart-Degerloch. Beim Tabellenfünften des Vorjahres war der erfahrene Horst Buhtz seit Januar 1983 Trainer, als er den unglücklich agierenden Jürgen Sundermann abgelöst hatte. Neben Wiesner kamen noch zur Runde 1983/84 die weiteren Neuzugänge Peter Hobday, Egon Flad, Arthur Jeske und aus dem Amateurbereich Ralf Vollmer und Bernd Schindler zum Verein des Präsidenten Axel Dünnwald-Metzler. Der Start glückte aber nicht im Degerloch, erst am achten Spieltag konnte der erste doppelte Punktgewinn verbucht werden und die Kickers standen mit 6:10 Punkten auf dem 14. Platz der Tabelle. Der Mann vom KSC, Martin Wiesner, hatte alle acht Spiele absolviert. Am 10. Spieltag erzielte er zwar in der 57. Minute den zwischenzeitlichen Ausgleichstreffer zum 2:2 gegen seinen vormaligen Arbeitgeber Karlsruher SC, aber Gerhard Kleppinger erzielte für den KSC in der 87. Minute vor 8.400 Zuschauern den 3:2-Siegtreffer. Der KSC führte danach die Tabelle mit 17:3 Punkten an und die Kickers standen mit 6:14 Punkten auf dem enttäuschenden 19. Tabellenplatz. In der Rückrunde gelang Wiesner mit seinen Kameraden ein 1:1-Remis im Karlsruher Wildparkstadion, wobei Torjäger Emanuel Günther erst in der 89. Spielminute der Ausgleichstreffer geglückt war. Am Rundenende standen für ihn 34 Ligaspiele zu Buche mit 2 Toren, die Kickers belegten den achten Rang und der KSC kehrte als Meister in die Fußball-Bundesliga zurück.
Im zweiten Kickers-Jahr, 1984/85, wurde Trainer Buhtz bereits im Oktober 1984 durch Dieter Renner abgelöst. Die Abgänge von Egon Flad und insbesondere der jungen Stürmerhoffnung Jürgen Klinsmann zu den „Roten“ vom VfB Stuttgart machten bereits früh in der Runde klar, dass mehr als ein Mittelfeldplatz nicht möglich war. Die Kickers beendeten die Runde auf dem 9. Rang und Wiesner hatte in 33 Spielen ein Tor erzielt. Sein letztes Spiel für die „Blauen“ absolvierte er am 2. Juni 1985 beim 4:2-Auswärtserfolg gegen die SG Wattenscheid 09. In der 85. Minute erzielte er den Endstand zum 4:2-Sieg.

## TeBe Berlin (1985/86)
Nach zwei Runden in Stuttgart nahm er das Angebot des Aufsteigers in die 2. Bundesliga, Tennis Borussia Berlin an und zog nach Berlin. Die Saison eröffnete er am 3. August 1985 unter Trainer Gerd Achterberg mit einer 0:3-Niederlage bei der SpVgg Bayreuth. Beim ersten Heimspiel mit TeBe trafen Wiesner und seine Mannschaftskameraden am 7. August auf seinen ersten Verein im Profibereich, den Karlsruher SC. Die Badener setzten sich mit einem 2:1-Erfolg durch.
TeBe blieb nach dem 10. Spieltag neun Spiele in Folge sieglos und konnte den Rückstand auf die Nichtabstiegsplätze in der Rückrunde nicht mehr aufholen. Die Derbys gegen Hertha BSC und Blau-Weiß 90 Berlin ragten heraus. Für Wiesner hatten aber auch die Spiele gegen den KSC und die Stuttgarter Kickers in dieser Runde einen besonderen Spannungsgehalt. Ab dem Oktober 1985 versuchte Trainer Eckhard Krautzun mit dem Aufsteiger die Klasse zu erhalten. Die „Veilchen“ schlossen die Runde auf dem vorletzten Platz ab und mussten wie auch Hertha BSC – Blau-Weiß 90 stieg dagegen in die Bundesliga auf – ins Amateurlager zurückkehren. Die letzte Begegnung der Saison war zugleich auch das letzte Spiel von Martin Wiesner im Profifußball: Vor 22.000 Zuschauern besiegte TeBe am 11. Mai 1986 im Berliner Lokalderby Blau-Weiß 90 mit 2:1. Der Trainer des Gegners war ein alter Bekannter Wiesners: Bernd Hoss hatte ihn in seinen ersten Monaten als Fußballprofi betreut. Wiesner hatte für TeBe 37 Spiele absolviert und zwei Tore erzielt.

## Nach der Profilaufbahn
Nach dem Bandscheibenvorfall im Jahr 1982 hatten Wiesner immer wieder Rückenprobleme geplagt, so dass er sich nach dem Abstieg mit TeBe Berlin im Jahr 1986 entschloss, seine Profikarriere bereits im Alter von 27 Jahren zu beenden. Er siedelte in die Schweiz über, erwarb binnen eines Jahres sämtliche Trainerlizenzen und machte sich als Spielerberater selbständig. Martin Wiesner betreibt seine Sportmanagementfirma in seinem Wohnort Wettingen im Kanton Aargau.